# ペルシア湾研究センター
ペルシア湾研究センター（ペルシアわんけんきゅうセンター、ペルシア語: مرکز مطالعات خلیج فارس、英語：Persian Gulf Studies Center）はペルシャ湾の歴史的、地理的、地政学的、戦略的研究をおこなう、イランの研究所。略称はPGSC。非政府組織で、自発的な寄付によって運営および管理されている。
ペルシア湾研究センターはペルシア語で多くの本、地図帳、記事を出版し、多くのセミナーやフェスティバルを開催している。

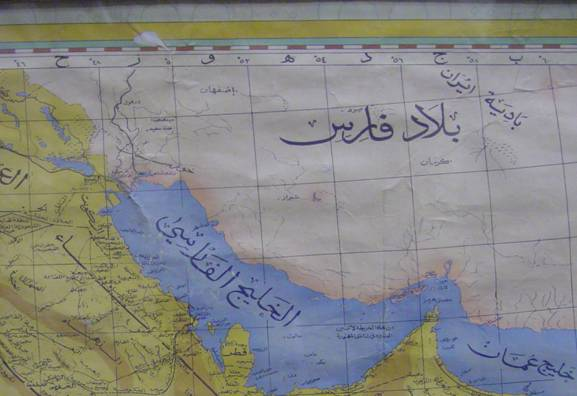
サウジのペルシャ湾の地図

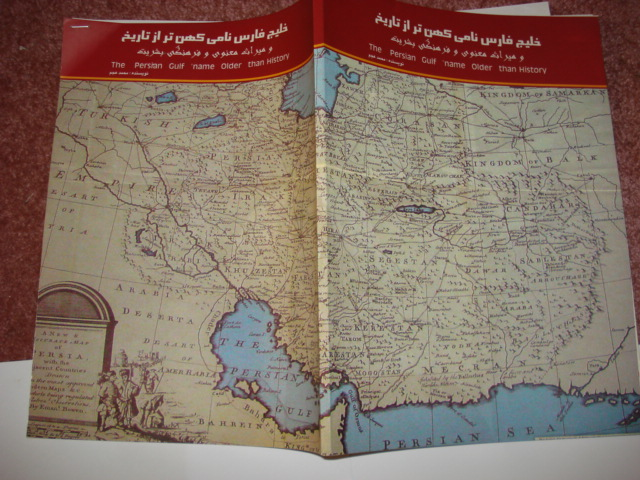
ペルシア湾の遺産